# Gimnèsies
|  | «Gimnesis» redirigeix aquí. Vegeu-ne altres significats a «Gimnesis (desambiguació)». |

Les Gimnèsies o illes Gimnèsiques és el nom conjunt que els grecs donaven a Mallorca (la Gimnèsia Gran) i Menorca (la Gimnèsia Petita), amb els illots adjacents. Eivissa no era considerada part de l'arxipèlag que posteriorment seria conegut sota el nom d'Illes Balears, i Formentera era tenguda per un apèndix d'Eivissa.

## Etimologia del nom
En grec, les illes rebien el nom de Γυμνησίαι, Gymnēsíai. Segons els antics, rebien aquest nom perquè a l'estiu vivien despullats. No obstant això, gimnesi (grec antic: Γυμνήσιος) sembla un derivat de gimneta (grec antic: γυμνητής o γυμνής), que era el nom que rebia una casta d'infanteria lleugera, i que deu el nom al fet que portaven poc armament. Així doncs, els talaiòtics haurien estat anomenats gimnesis pels grecs perquè combatien amb poc armament. Certament, els foners balears estan documentats en batalles entre grecs i púnics, com a mercenaris d'aquests darrers, de manera que coneixien bé la seva manera de lluitar.
Modernament s'ha reprès la denominació antiga de Gimnèsies o Gimnèsiques, sobretot en cercles acadèmics i científics, on és habitual de recórrer a les arrels grecollatines per a elaborar cultismes i tecnicismes.